# Witte Automotive
Witte Automotive er en tysk producent af låse-, håndtag- og hængsel-systemer til bilindustrien. I 2020 havde de ca. 5000 ansatte og en omsætning på 670 mio. euro. Witte har hovedkvarter i Velbert.
Ewald Witte grundlagde i 1899 en produktion af kuffertlåse. Efter 2. verdenskrig begyndte de at producere låse og beslag til bilindustrien.